# (170) Maria
(170) Maria est un astéroïde de la ceinture principale découvert par Henri Perrotin le 10 janvier 1877.
Il donne son nom à la famille de Maria, l'une des premières familles identifiées par l'astronome japonais Kiyotsugu Hirayama en 1918.
C'est un astéroïde de type S.

## Compléments